# Giuseppe Polsinelli
Giuseppe Polsinelli (Arpino, 17 luglio 1787 – Arpino, 14 agosto 1880) è stato un politico italiano.